# ネバダ級戦艦
ネバダ級戦艦(ネバダきゅうせんかん、Nevada-class battleships)は、アメリカ海軍の戦艦の艦級。ネバダ級はアメリカ海軍において初めて三連装砲塔を搭載した。また、集中防御形式を採用した最初のクラスである。「ネバダ」、「オクラホマ」の2隻が建造された。

## 概要

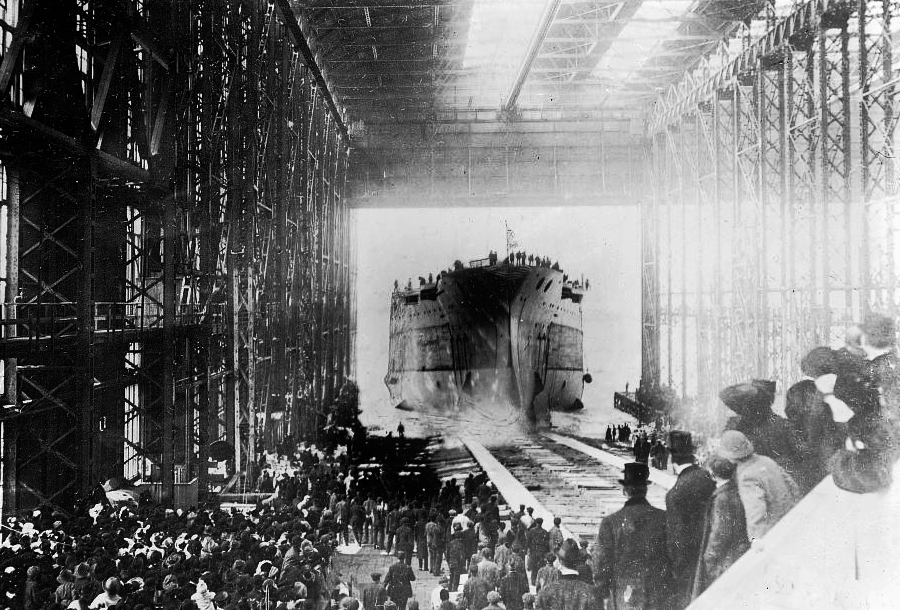
1914年の「オクラホマ」の進水式。

アメリカ海軍の1911年度海軍計画において戦艦2隻の建造が議会に認められた。当初は14インチ（35.6cm）砲12門の強力な戦艦を研究・設計していたが、この時に得られた予算では建造が不可能であることが判り、ニューヨーク級と変わらない排水量と火力で、研究成果に基づいた新たなる武装・装甲配置を取った戦艦としてネバダ級は建造された。また、本級は主機の燃料に重油を採用した最初のアメリカ戦艦であり、最後の2軸推進艦であった（以降の戦艦は全て4軸推進）。推進機関の比較研究のために蒸気タービンと複式機関を同じクラスに別々に搭載して比較した。
ネバダ級からアメリカ海軍における「標準型戦艦（Standard-type battleship）」コンセプトが開始された。このコンセプトは異なるクラスの戦艦に戦術上の共通の特徴を持たせることで、同一の戦術ユニットとして運用可能にすることを目指したものであり、その設計概念はアメリカ海軍が低速部隊と高速部隊の包括的運用を可能とするために重要なものだった。「標準型戦艦」のコンセプトは、
- 長距離射撃
- 最高速度21ノット
- 経済的な巡航速度で8000海里（約15,000km）の航続距離を目指す
- 700ヤード(640m)の回転半径
- 集中防御方式の採用
- ダメージ・コントロールの改善

などを特徴としている。この「標準型戦艦」コンセプトはネバダ級以降、ペンシルベニア級、テネシー級、ニューメキシコ級およびコロラド級に採用された。コロラド級の次級であるノースカロライナ級戦艦からはこのコンセプトは廃止され、以降のアメリカ海軍の戦艦は空母機動部隊の護衛としても運用可能な高速戦艦が目指されている。

## 艦形について

### 就役から第一次世界大戦時

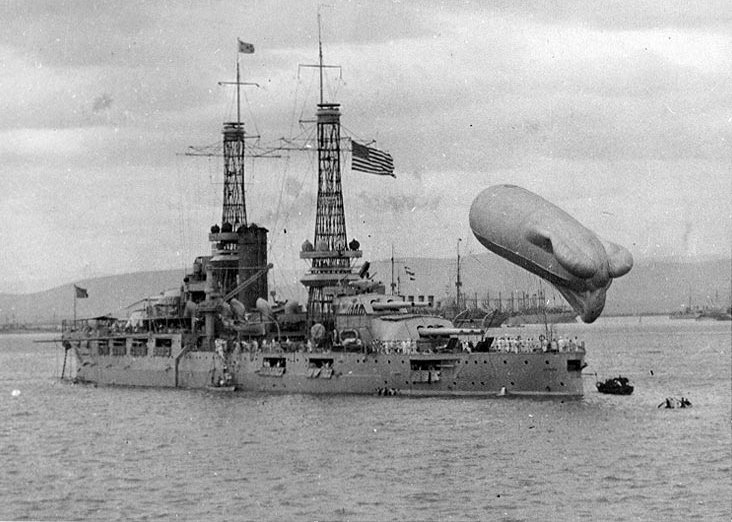
1920年代に撮影された「ネバダ」。まだ副砲の艦首と艦尾の一部が閉塞されていない。前後マスト上の見張り所は屋根の付いた簡素な物で、マスト中段に探照灯台のつくシンプルな物。艦尾甲板上で弾着観測用の気球がセットされている。

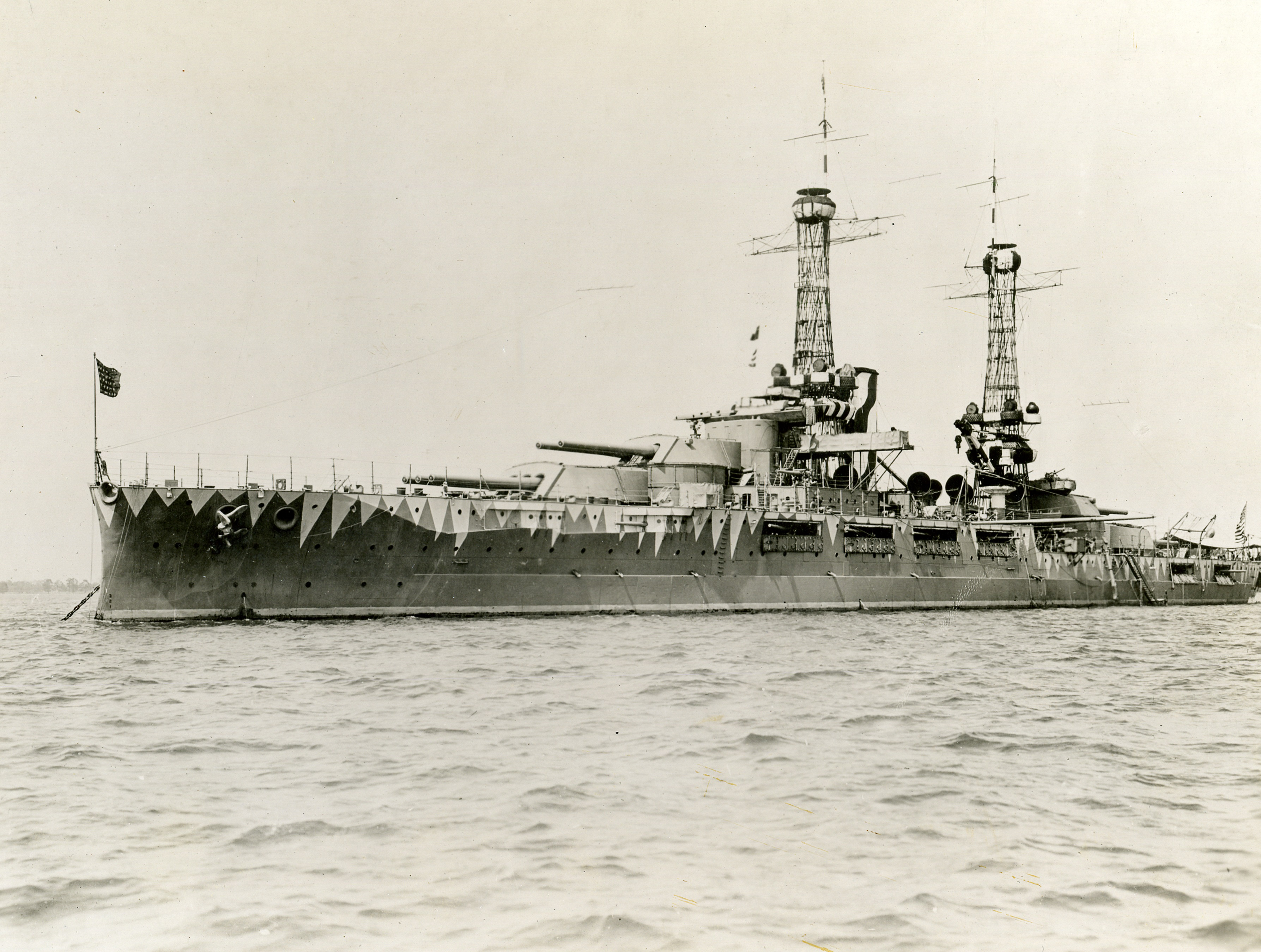
1910年代に撮影された「オクラホマ」。戦訓により艦橋構造が大型化し、艦首と艦尾の副砲の一部が閉塞されている。2番・3番主砲塔上に7.6cm高角砲が設置されている。

ネバダ級の船体形状は武装増加に伴う艦内居住空間の増加のために艦首甲板に船首楼を追加した短船首楼型船体に改められた。
同時期のイギリス戦艦と同様に艦首水面下に浮力確保用の膨らみを持つ艦首から艦首甲板上に1914年型 35.6cm（45口径）砲を1番主砲塔は三連装砲塔に、高所に位置する2番主砲塔は連装砲塔に収めた。2番主砲塔の基部から甲板よりも一段高い艦上構造物が始まり、その上に司令塔と操舵艦橋が立つ。艦橋の背後からこの当時のアメリカ海軍の大型艦の特色である籠状の前部マストが立ち、司令塔と前部マストを基部として上から見て五角形状の船橋が設けられていた。前部マストの下部に航海艦橋、頂上部に露天の見張り所を持つ。
船体中央部に1本煙突が立ち、その周囲は艦載艇置き場となっており、船体中央部にクレーンが片舷1基ずつ計2基により運用された。クレーンの基部で船首楼が終了し、甲板一段分下がった後部甲板上に頂上部に露天の見張り台が置かれた籠状の後部マストが立ち、連装砲塔の3番主砲塔と三連装砲塔の4番主砲塔が背負い式配置で1基ずつ配置された。ネバダ級の副砲である12.7ｃｍ（51口径）速射砲は1番主砲塔側面の舷側に開口部を設けてケースメイト（砲郭）配置で片舷8基ずつと艦尾に1基、甲板上に片舷2基ずつの計21基を配置したが、最も艦首に近い2基と艦尾の1基は開口部から波浪が侵入して使い物にならないばかりか浸水被害を齎したために撤去された。なお、副砲撤去と同じ頃の1916年に飛行船による航空爆撃の危険性が示唆されたために7.62ｃｍ（50口径）高角砲を装備する事とし、甲板上に単装砲架で計4基を配置した。これは1920年代に本級は7.6cm高角砲6基を追加して10基となった。1922年より弾着観測用に水上機を運用するためにカタパルトを3番主砲塔上に設置した。

### 海軍休日時代

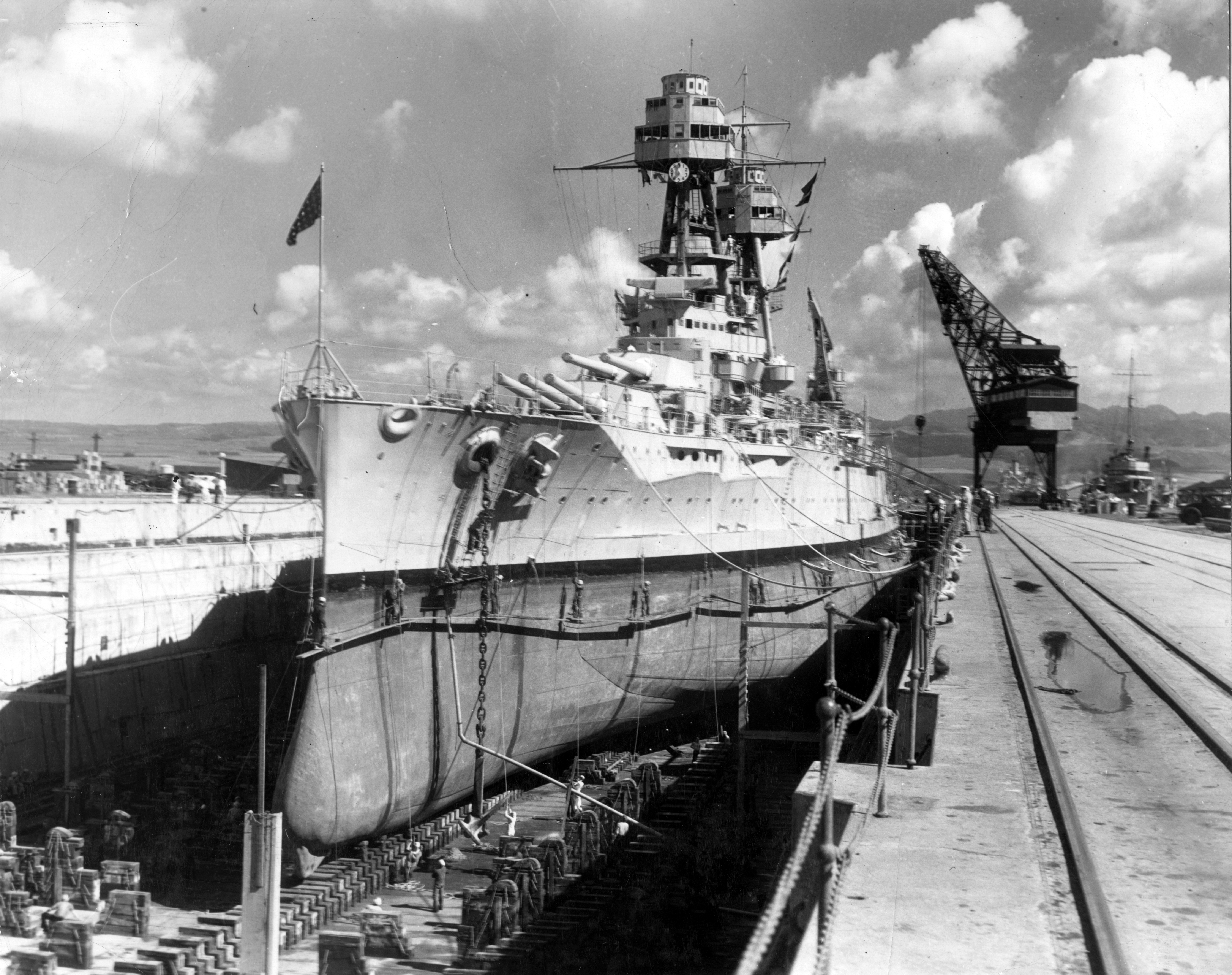
写真は1935年に撮影された「ネバダ」。マストは三脚式に更新され、大型の射撃方位盤室が前後マスト状に乗っている。前側に着いた時計状の物は僚艦に射撃データーを表示するレンジ・クロック。舷側が大きく膨らんだバルジの形状が良く判る。

ネバダ級は第一次世界大戦後の1920年代後半にワシントン軍縮条約で定められた範囲で近代化改装を受け、アメリカ戦艦の特色であった籠状の前後マストは強固な三脚式へと更新され、頂上部の露天の見張り所は新たに射撃方位盤室を載せた2段の密閉型見張り所が設けられた。小型で使い勝手の悪かった艦橋は箱型の大型な物へと増築された。
武装面においては条約により主砲口径の増大は認められていなかったので、副砲以下の備砲に改良が加えられた。第一次大戦時の戦訓により、波浪が吹き込む舷側ケースメイトは閉塞され、新たに甲板上に増設された上部構造物の側面部に片舷7基ずつと最上甲板上に片舷1基ずつ計16門が移設された。弾着観測用の水上機運用のために船体中央部のクレーンは大型化し、新たに艦尾側にも1基が設置されて2基となった。これらの改装によるトップヘビーを防ぐためと対水雷防御改善のために1番主砲塔側面から4番主砲塔側面にかけて水線下にバルジを装着されて艦幅は32.9mとなった。

### 第二次世界大戦時

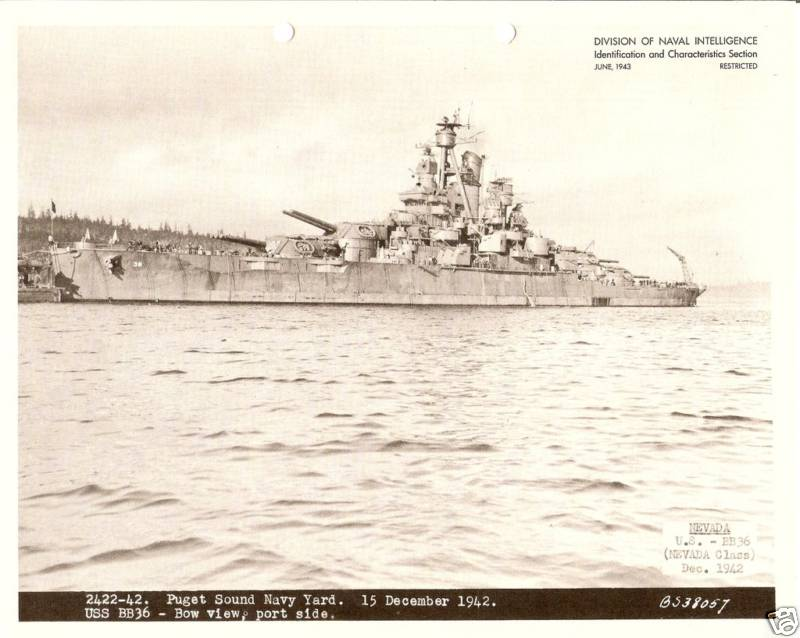
真珠湾から復帰した「ネバダ」

第二次大戦開戦後に復旧工事が施された「ネバダ」は火災により損害を受けた艦上構造物を全て撤去し、艦橋構造は更に大型化され、前部マストは頂上部に見張り所とアンテナを載せた軽量な三脚式とし、測距儀や射撃方位盤は箱型の艦橋の上部に移設された。煙突の位置は煤煙が前部マストに逆流するのを防ぐため、三脚マストの間を抜けるように接近されて少しでも煤煙を後方に逃すため筒状のファンネルキャップを後方に傾けて装着した。後部マストはレーダーアンテナを載せた小型の三脚マストが設置され、射撃照準装置は替わりに大型化した後部艦橋に移設された。射撃レーダーも最新のMark8に更新された。対空警戒レーダーも前部艦橋の頂上部にSGレーダーアンテナが、後部艦橋上にSCレーダーが設置された。これら艦橋構造が大型化したため、機関復旧時に煙突は2本煙突から、艦橋に接続した1本煙突に変更となった。
武装面においては主砲塔は重量弾(SHS)を撃てる改良型砲塔となり、対空火器も12.7cm（38口径）高角砲を連装砲架で舷側甲板上に片舷4基ずつ計8基、近接火器としてボフォース 4cm（56口径）機関砲を上部構造物の周囲に四連装砲架で8基、エリコン 2cm（76口径）機関砲を単装砲架で16丁搭載した。この改装により満載排水量は35,400トンに達した。

## 兵装

### 主砲
ネバダ級の主砲は前級に引き続き1914年型 35.6cm（45口径）砲を採用した。その性能は重量635kgの主砲弾を最大仰角15度で射距離21,030mまで届かせる事ができる性能で、射距離18,290mで舷側装甲170mmを、射距離10,920mで305mmを貫通できる性能であった。これを新設計の三連装砲塔2基と連装砲塔2基に納めた。これにより前級と同じく10門でありながら砲塔数を減らすことが可能となり、砲塔1基浮いた分の武装重量を防御装甲に回すことが出来た。砲塔の俯仰角能力は仰角15度・俯角5度で旋回は首尾線方向を0度として左右150度の旋回角度を持っていた。発射速度は毎分1.25発であった。

### 副砲、その他武装等
ネバダ級の副砲は前級に引き続きMarks 7 1911年型 12.7cm（51口径）速射砲を採用した。その性能は重量22.7kgの砲弾を最大仰角15度で射距離12,850mまで届かせる事ができる性能であった。発射速度は毎分8～9発、砲身の仰角は15度・俯角10度で動力は人力を必要とした。射界は露天では300度の旋回角度を持っていたが実際は舷側配置のために射界は制限があった。その他に対艦攻撃用に53.3cm水中魚雷発射管を単装で2基を装備した。

### 就役後の武装変換
就役後の1916年に対空火器として1914年型 76.2mm（50口径）高角砲が搭載された。その性能は重量5.9 kgの砲弾を最大仰角85度では射程9,270 mまで届かせられるこの砲を単装砲架搭載した。砲架の俯仰能力は仰角85度・俯角15度である、旋回角度は露天で360度の旋回角度を持つが、ケースメイトでは旋回角に制限があった。砲身の俯仰・砲塔の旋回・砲弾の揚弾・装填は主に人力を必要とした。発射速度は毎分15～20発である。
WW1後の近代化改装により対空火器が追加されMark 10 1914年型 7.6cm（50口径）高角砲を採用した。その性能は重量5.9kgの砲弾を最大仰角85度で最大射高9,270mまで届かせる事ができる性能であった。発射速度は毎分15～20発、砲身の仰角は85度・俯角15度で動力は人力を必要とした。射界は露天では360度の旋回角度を持っていたが実際は上部構造物により射界は制限があった。これを単装砲架で計8基装備した。他に近接対空用にブローニング社の12.7mm（50口径）機銃を6基搭載した。これらの火器は1942年まで搭載していた。

### 最後の大改装

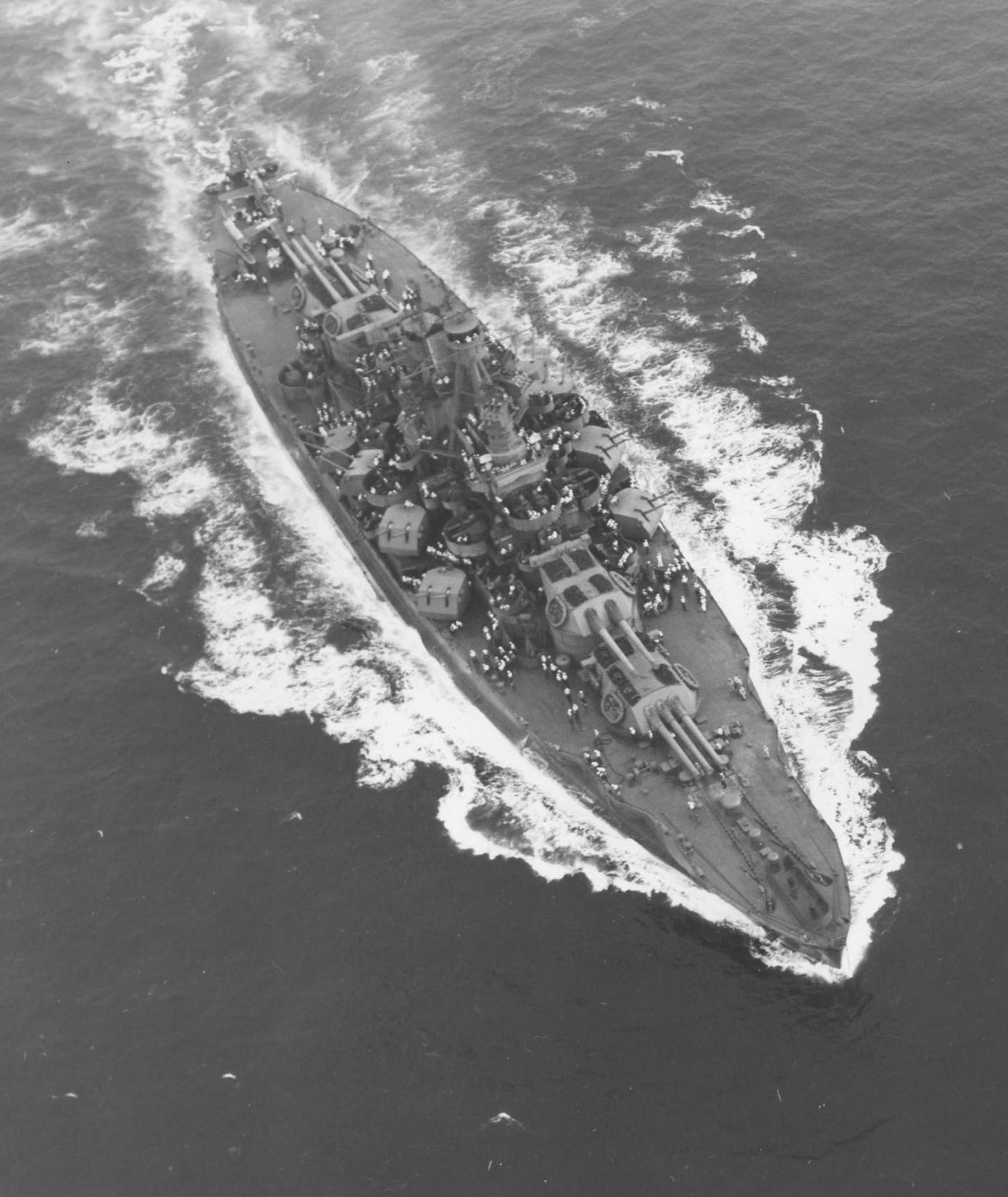
真珠湾から復帰した「ネバダ」

1942年の復旧工事の際に主砲は「1933年型 35.6cm（45口径）砲」に更新された。その性能は重量680.4kgの主砲弾を竣工時の倍の仰角30度で射距離31,360mまで届かせる事ができる性能で、射距離21,400mで舷側装甲305mmを、射距離10,520mで457mmを貫通できるなど大幅な貫通力向上であった。砲塔の俯仰角能力は仰角30度・俯角5度で旋回は首尾線方向を0度として左右150度の旋回角度を持っていた。発射速度は毎分1.75発と僅かに向上した。
| 射距離                  | 仰角   | 落角   | 存速(m/s) | 対垂直甲鈑 |
| ----------------------- | ------ | ------ | --------- | ---------- |
| 6,000ヤード（5,490m）   | -      | -      | -         | 437mm      |
| 8,000ヤード（7,315m）   | 3.88°  | 4.58°  | 620       | -          |
| 9,000ヤード（8,230m）   | -      | -      | -         | 366mm      |
| 10,000ヤード（9,144m）  | 5.08°  | 6.25°  | 582       | -          |
| 12,000ヤード（10,920m） | 6.41°  | 8.18°  | 548       | 302mm      |
| 16,000ヤード（14,630m） | 9.44°  | 13.02° | 489       | 226mm      |
| 20,000ヤード（18,288m） | 13.08° | 19.12° | 444       | 170mm      |
| 22,000ヤード（20,117m） | 15.17° | 22.58° | 427       | -          |

| 射距離                  | 仰角   | 落角   | 存速(m/s) | 対垂直甲鈑    | 対水平甲鈑 |
| ----------------------- | ------ | ------ | --------- | ------------- | ---------- |
| 10,000ヤード（9,144m）  | 5.00°  | 6.05°  | 595       | -             | -          |
| 11,500ヤード（10,520m） | -      | -      | -         | 18in（457mm） | -          |
| 12,000ヤード（10,973m） | 6.25°  | 7.83°  | 563       | -             | -          |
| 13,500ヤード（12,350m） | -      | -      | -         | -             | 2in(51mm)  |
| 14,800ヤード（13,530m） | -      | -      | -         | 16in（406mm） | -          |
| 16,000ヤード（14,630m） | 9.06°  | 12.12° | 513       | -             | -          |
| 18,800ヤード（17,190m） | -      | -      | -         | 14in（356mm） | -          |
| 20,000ヤード（18,288m） | 12.27° | 17.12° | 476       | -             | -          |
| 23,400ヤード（22,400m） | -      | -      | -         | 12in（305mm） | -          |
| 24,500ヤード（22,400m） | -      | -      | -         | -             | 4in(102mm) |
| 26,000ヤード（23,774m） | 18.12° | 26.35° | 440       | -             | -          |
| 28,300ヤード（25,880m） | -      | -      | -         | 10in（245mm） | -          |
| 30,000ヤード（27,432m） | 23.22° | 33.83° | 428       | -             | -          |
| 31,500ヤード（28,800m） | -      | -      | -         | -             | 6in(152mm) |
| 34,000ヤード（31,090m） | 29.53° | 41.82° | 432       | -             | -          |
| 34,300ヤード（31,360m） | -      | -      | -         | 8in（203mm）  | -          |

ネバダ級の副武装は全て撤去され、新たに新戦艦に採用されていたMarks 12 1934年型 12.7cm（38口径）両用砲を採用した。その性能は重量24.5kgの砲弾を仰角45度で射距離15,903mまで、最大仰角85度で
最大射高11,887mまで届かせられ、射程4,940mで舷側装甲102mmを貫通できる事ができる性能であった。発射速度は毎分12～15発、砲身の仰角は85度・俯角15度で動力は主に電動で補助に人力を必要とした。射界は舷側方向を0度として前後に150度の旋回角度を持っていたが実際は舷側配置のために射界は制限があった。これを片舷4基ずつ計8基を搭載した。
他に近接対空火器としてボフォース 40mmm（56口径）機関砲を四連装砲架で10基とエリコン社製20mm（76口径）機銃を連装砲架で20基、単装砲架で5基を搭載した。

## 機関

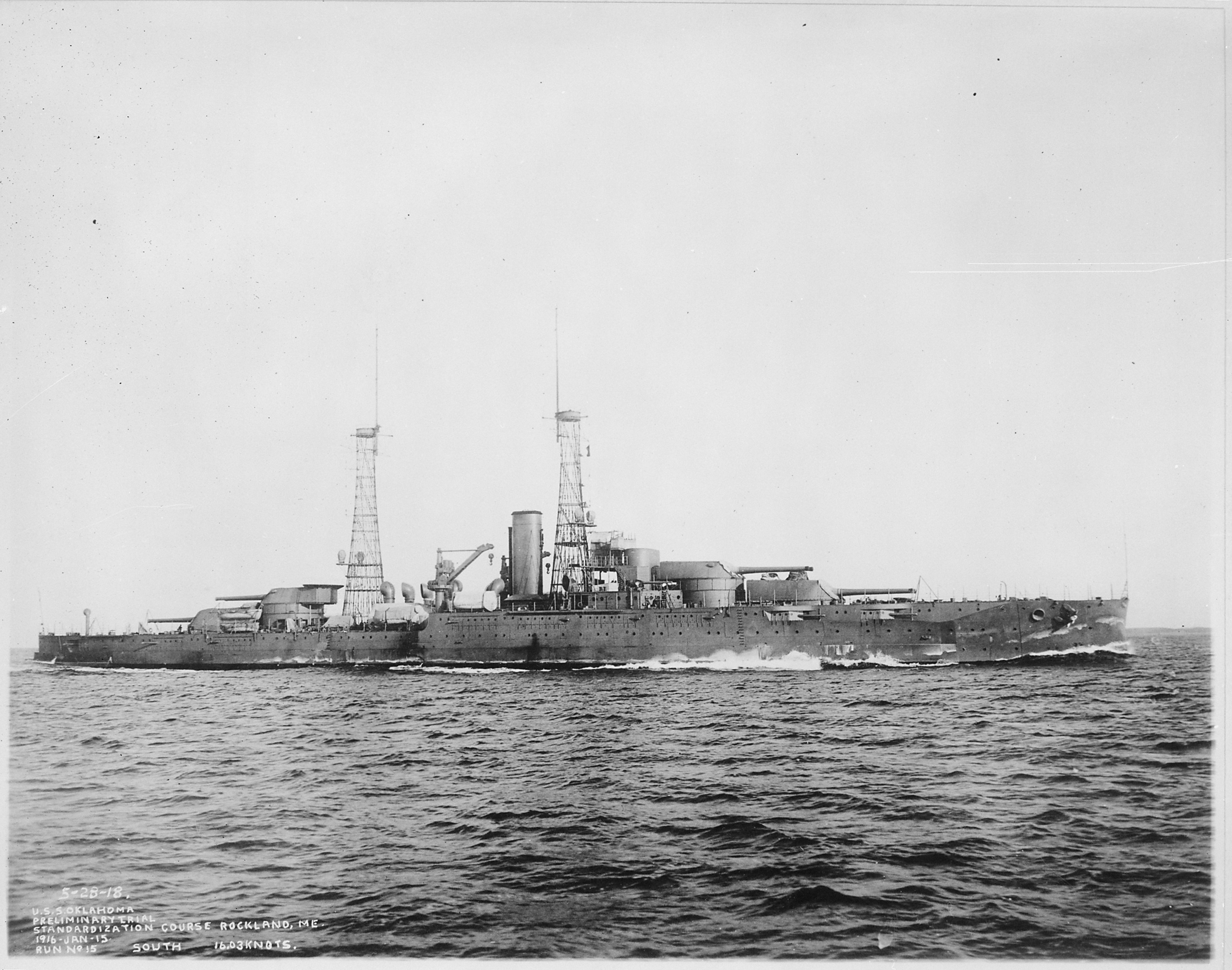
公試中の「オクラホマ」

機関の形式は比較研究のために姉妹艦で別の形式が採用されており、ボイラーは「ネバダ」はヤーロー式重油専焼水管缶12基、「オクラホマ」はバブコック・アンド・ウィルコックス式である。
この時代のアメリカはタービン機関の開発に立ち遅れており、低速時の燃料消費に問題があった。このため、比較研究のために2隻は異なる推進機関が採用され、「ネバダ」はカーチス式直結タービン2基2軸推進、「オクラホマ」は「三段膨脹式レシプロ機関：VTE(Vertical Triple Expansion)」のままとされた。このため「オクラホマ」はレシプロ機関を採用した最後の戦艦であった。公試において「ネバダ」は最大出力26,500 馬力で速力20.9ノット、「オクラホマ」24,800馬力で速力20.5ノット。この結果でタービン機関に比べてレシプロ機関は出力が低く、燃費も約1割は劣り、振動が大きいかったため、以降のアメリカ戦艦はタービン機関を採用する事となった。

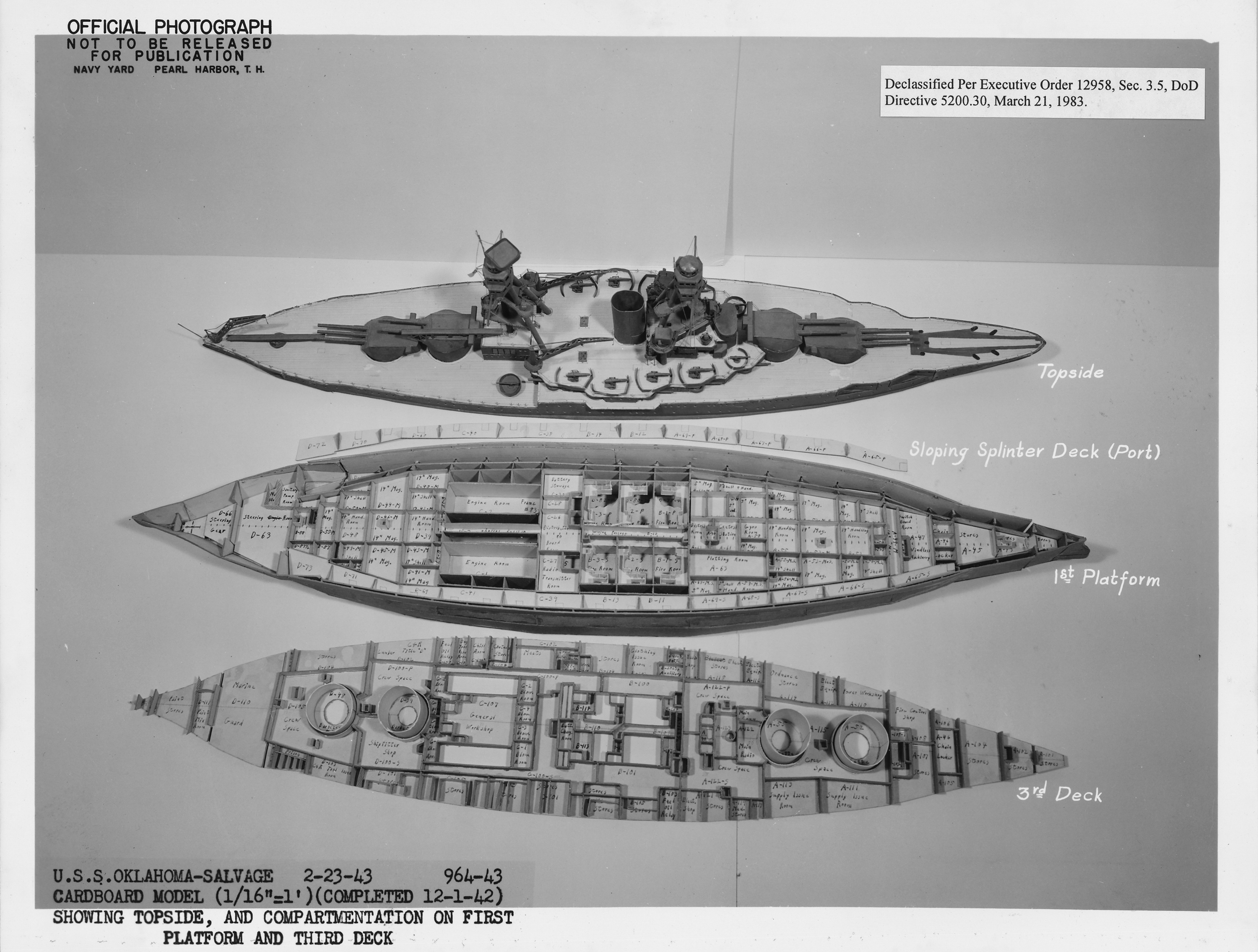
第一次改装後の「オクラホマ」の艦内配置を示した模型。

ネバダ級の機関配置はニューヨーク級の物を踏襲しており、大きな変化はない。ボイラー室は3室に分かれており、1室あたりボイラー4基が並列に並べられた。その後ろに縦隔壁により2室に区切られた機械室が設けられ、1室あたり推進器1基が設置された。

## 防御
ネバダ級の防御は前述通りに予算の制約があり、武装重量の増加は抑制された。しかし、設計士官は防御様式を重要区画のみに局限する集中防御方式の採用により、ネバダ級は防御力の向上を図っていた。さらに、主砲塔数が5基から4基へと減少したために防御重量は前級の3,441トンから3,788トンへと余裕ができた。

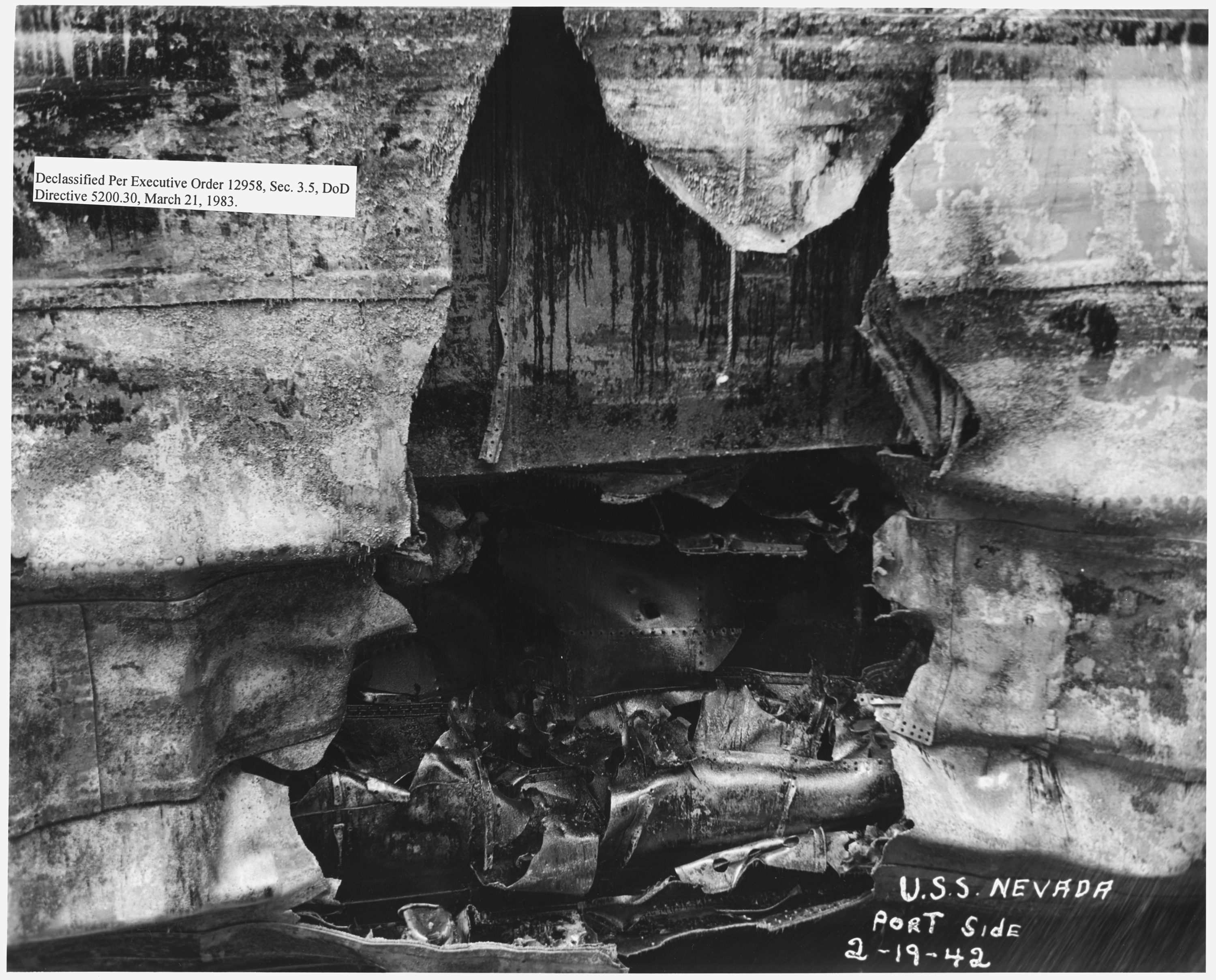
1942年2月19日に撮られた「ネバダ」の魚雷被害
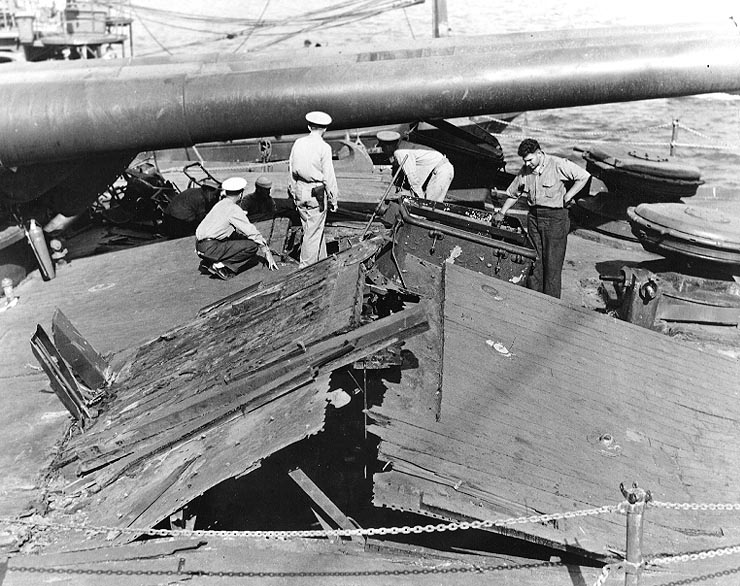
「ネバダ」の爆撃被害

舷側装甲帯は1番主砲塔から4番主砲塔の弾薬庫を防御すべく長さ122m・高さ5.1ｍの範囲を防御した。水線部装甲は前級よりも厚い343mmとなり、上側343mm、下側203mmとテーパーしている。水線下防御はあまり重視されておらず、1層式の重油タンクと38mm厚の装甲板で浸水を止める考えで艦底部のみ三重底であった。
水平甲板の装甲は舷側装甲と接続した主甲板装甲で敵弾を受け止め、剥離した装甲板の断片（スプリンター）を下甲板で受け止める複層構造とした。主甲板が最厚部で63～76mm、下甲板が38～63mmで水線部装甲と接続する部分は傾斜している。また、本級から煙突の基部から敵弾が突入するのを防ぐため、機関区の煙路基部に343mmの垂直装甲が施されている。
主砲塔の装甲は搭載形式で異なっており、三連装砲塔は前盾は457mm、側盾254mm、後盾229mm、天蓋127mmと重装甲だった。一方、連装砲塔は前盾が406mmと僅かに薄くなったが他は同じ厚さである。基部のバーベットは甲板上は320mmであった。
第二次大戦時の損害復旧時には戦訓により甲板防御と水雷防御の強化が行われ、甲板防御は弾薬庫が140mm装甲、機関区は165mm装甲へと強化された。水雷防御は船体の外側から主甲板から艦底部までの高さ+を覆う2層型のバルジが1番砲塔から4番砲塔にかけての広範囲を防御する範囲に追加され、その厚みは約2.7mもあった。その他は主砲塔の天蓋は178mmから190mmへと強化された。

## 艦歴

### 就役から第一次大戦後

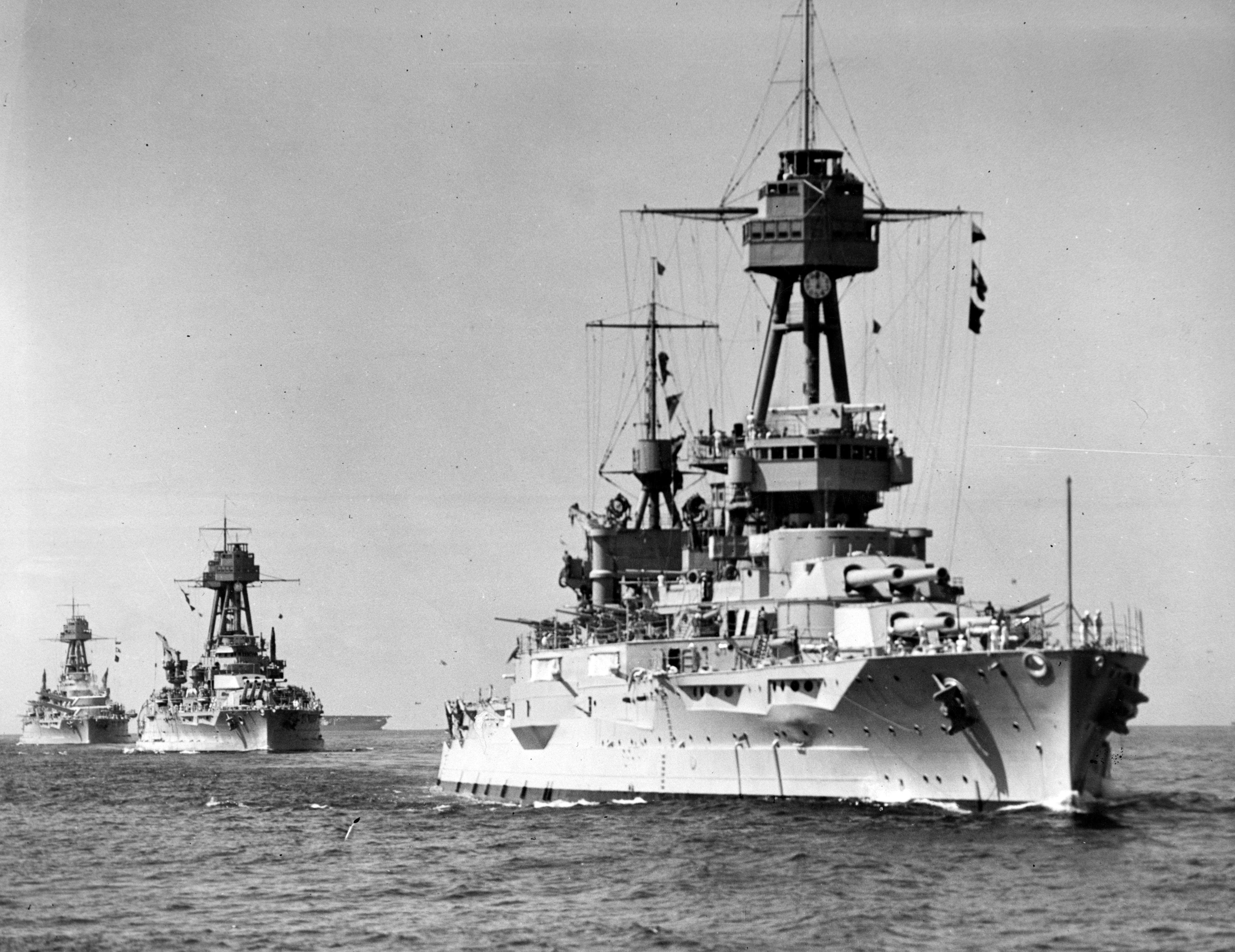
ニューヨーク級戦艦「ニューヨーク」と「オクラホマ」

ネバダ級は第一次世界大戦が始まる前は大西洋で活動し、戦争が始まると連合国補給線の保護支援のために1918年にヨーロッパへ展開した。その任務は大戦後も続き、1920年代の初めまで行われた。
両艦とも艦隊主力の中でも最古参の艦であった。1927年から1929年にかけて広範囲な近代化が行われ、主砲仰角の引き上げ、アメリカ戦艦の特徴でもあった籠状マストは三脚式に更新され、頂上部に射撃方位盤室が前後マスト上に設けられた。着弾観測のために水上機2基が搭載され、運用のためにカタパルト2基が設置された。老朽化した「ネバダ」のタービンはこの時期に退役した「ノースダコタ」の物と交換された。「オクラホマ」の主機交換は行われなかった。ネバダ級の副砲は波の影響を受ける舷側部分から上部構造部分に移設され、新たに25口径5インチ対空砲が増設された。舷側部分の装甲も強化され、艦幅は33mに増加した。

### 第二次世界大戦
ネバダ級は2隻とも1941年12月8日の真珠湾攻撃（太平洋戦争）で航空攻撃で損害を受けた。ネバダ級の防御対策が充分な物ではなかったことの証明であった。この時、「ネバダ」は乗員の機転で浅瀬に故意に座礁させて沈没を防いだことによりダメージの悪化を防いだ。一方、横転沈没した「オクラホマ」の復旧作業は困難を極め、アメリカ海軍は復旧を断念した。

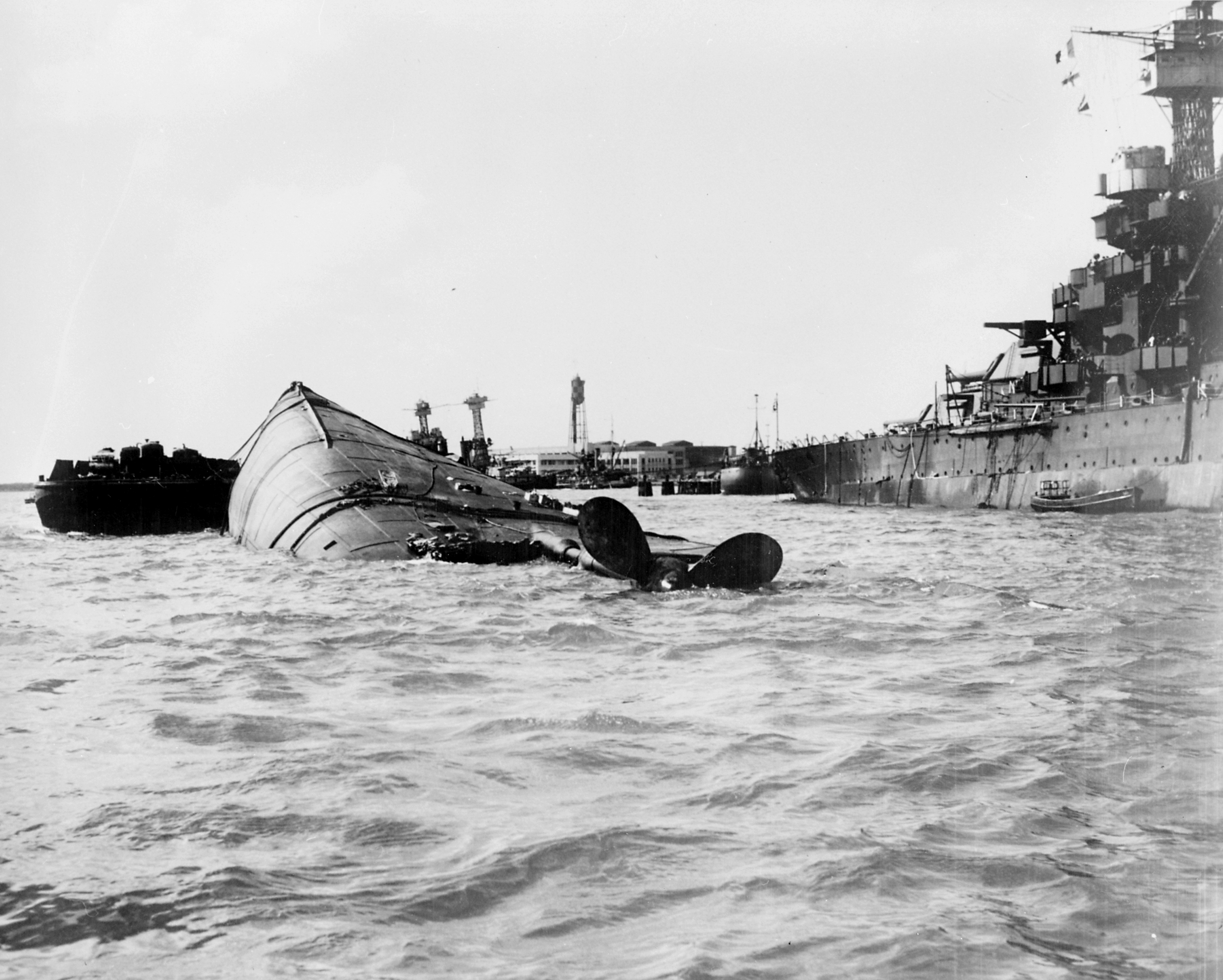
横転沈没した「オクラホマ」。背後の戦艦は「メリーランド」。
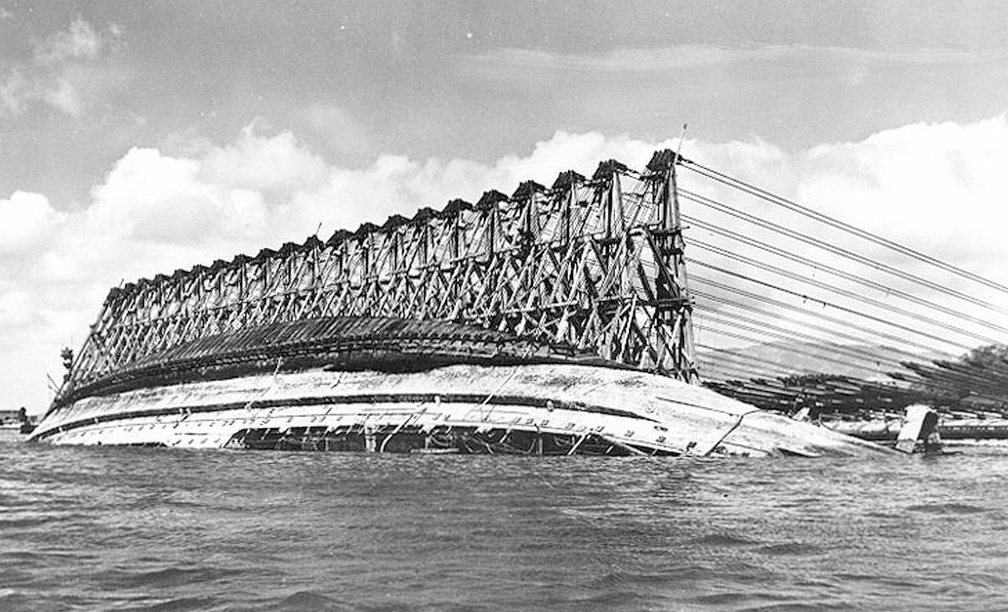
陸地からウインチで引っ張って複舷させようとする「オクラホマ」
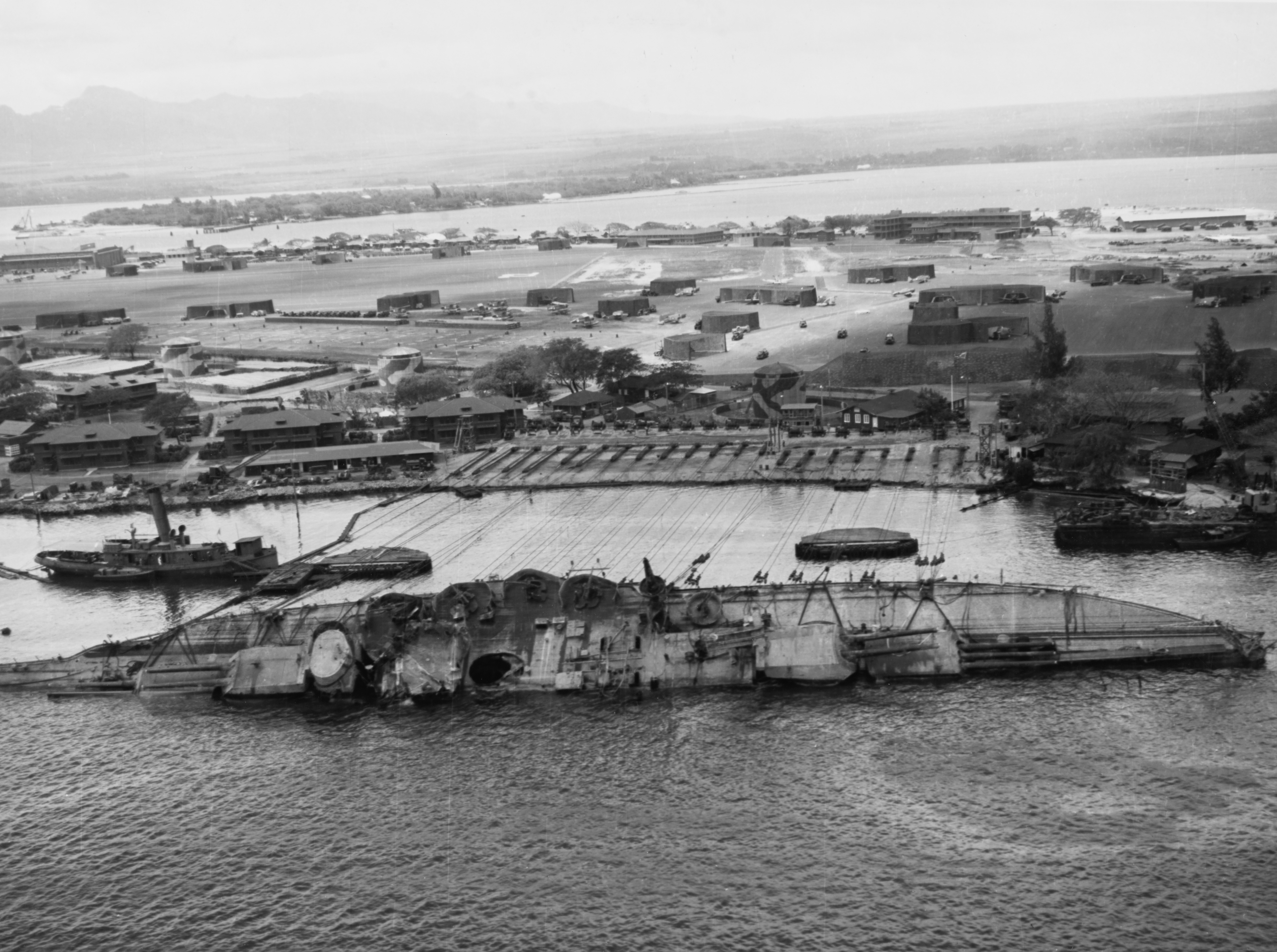
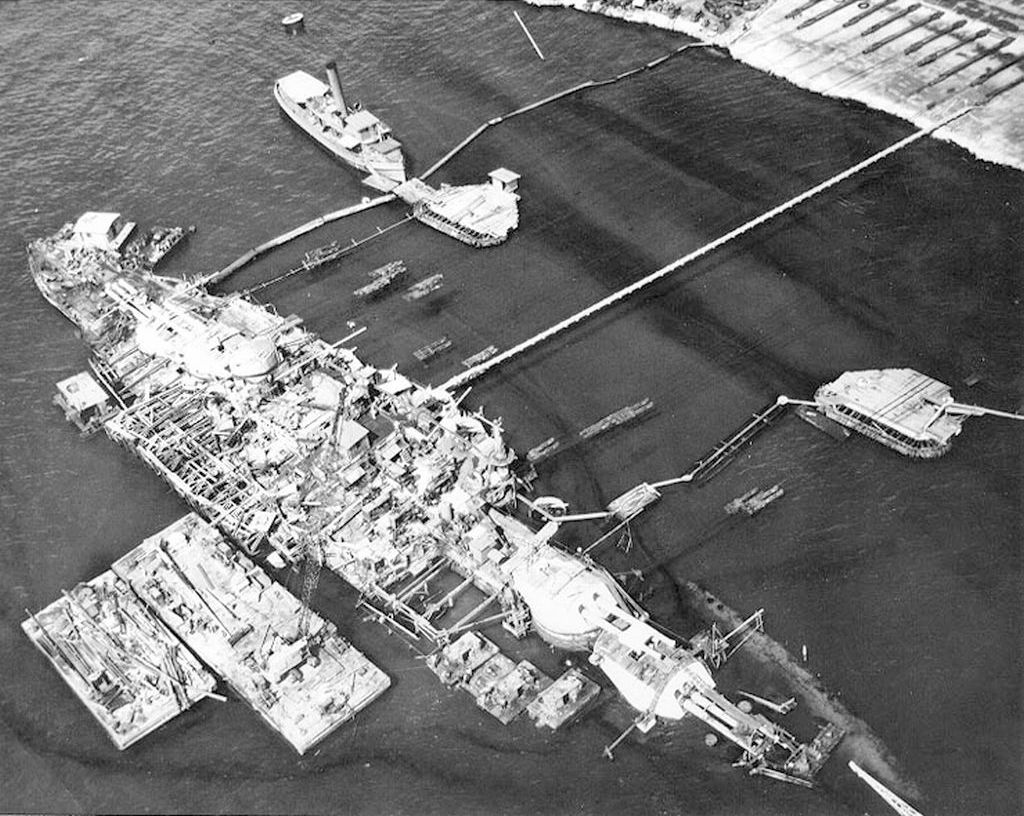
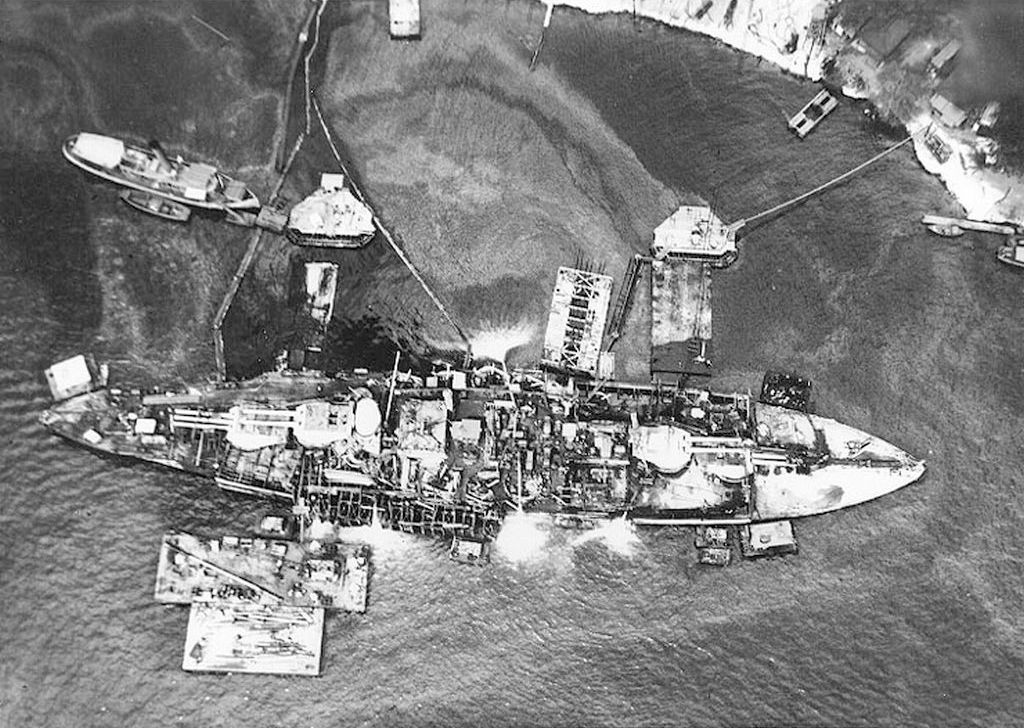
横転状態から復帰し、浮揚作業中の「オクラホマ」。まだ主砲塔は撤去されていない。
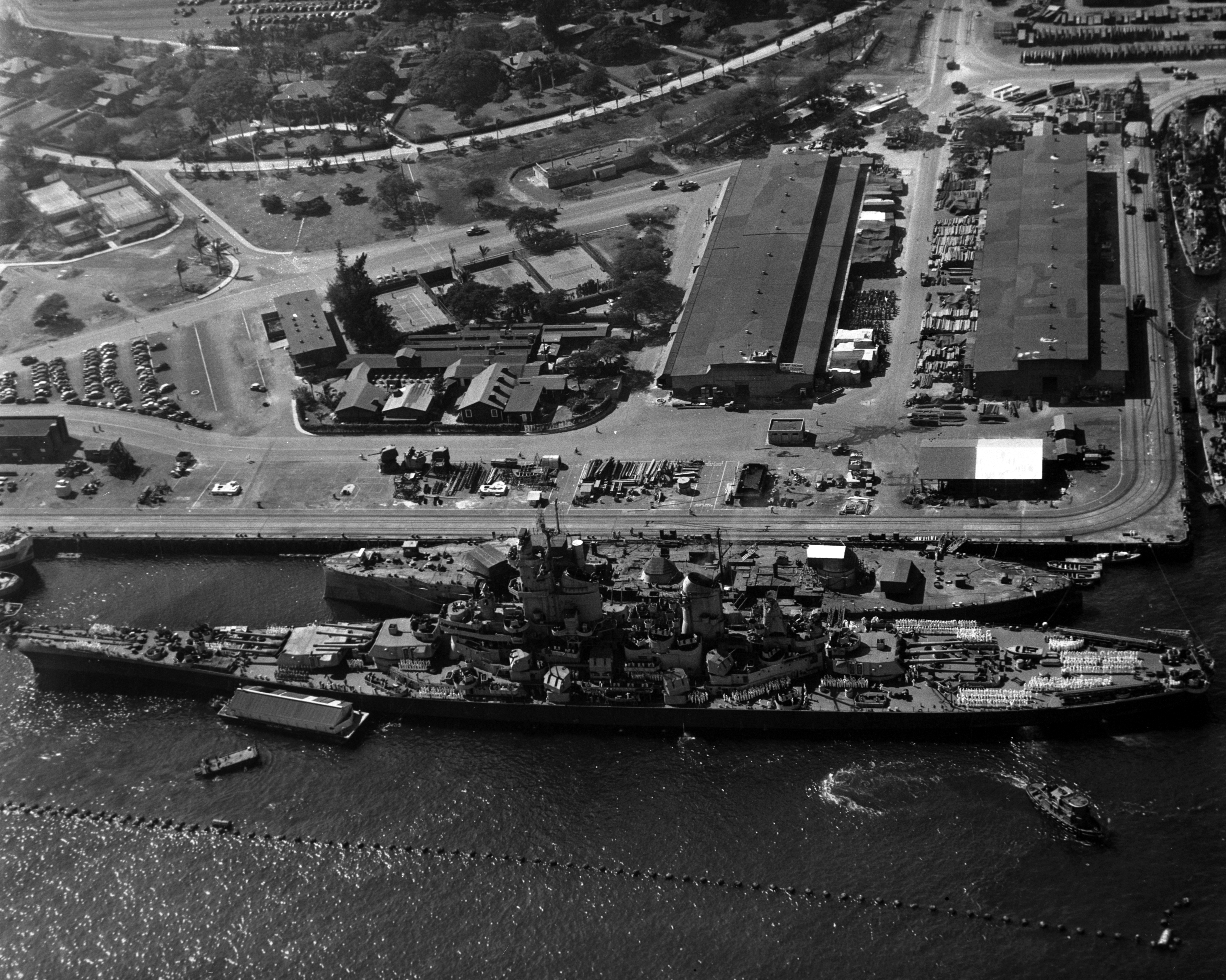
着底後、浮揚された1944年時の「オクラホマ」。手前の戦艦は「ウィスコンシン」

損傷度の低い「ネバダ」は翌年2月12日には浮揚され、ハワイ工廠で応急修理を実施後、4月12日にアメリカ本国のピュージェット・サウンド海軍造船所に回航されて本格修理に入り、4月から12月にかけて最後の近代化が行われた。損傷復旧後の「ネバダ」はヨーロッパ、太平洋の両戦線で上陸作戦の砲撃支援（艦砲射撃）を行うなどして活躍した。
「ネバダ」は大戦後は早々に退役し、ビキニ環礁での原爆実験（クロスロード作戦）に供用された後、1948年に標的艦として沈められた。

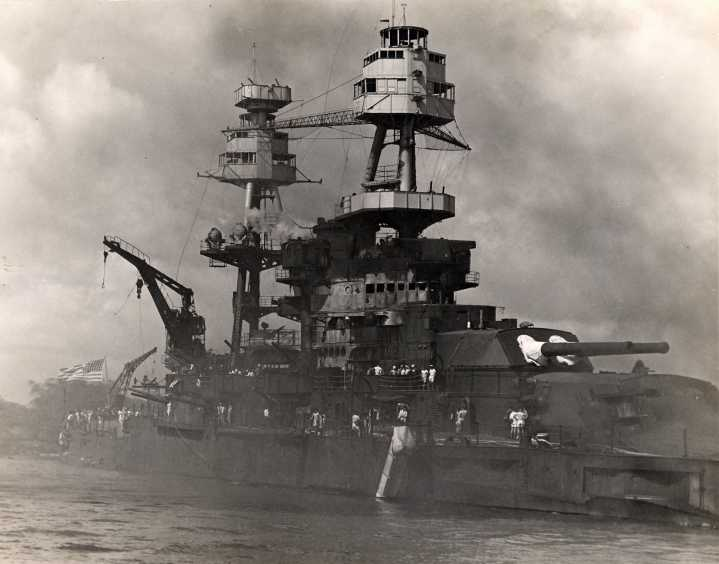
大破着底した「ネバダ」
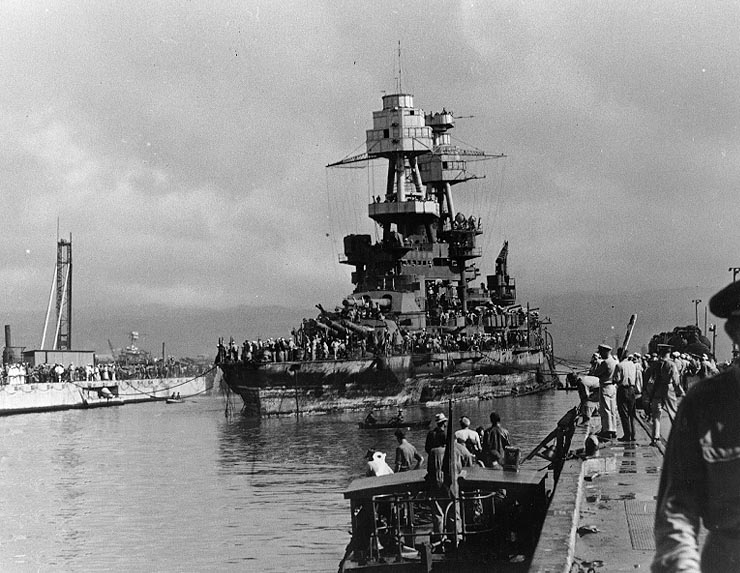
ピュージェット・サウンド海軍造船所の乾ドックに入れられる「ネバダ」
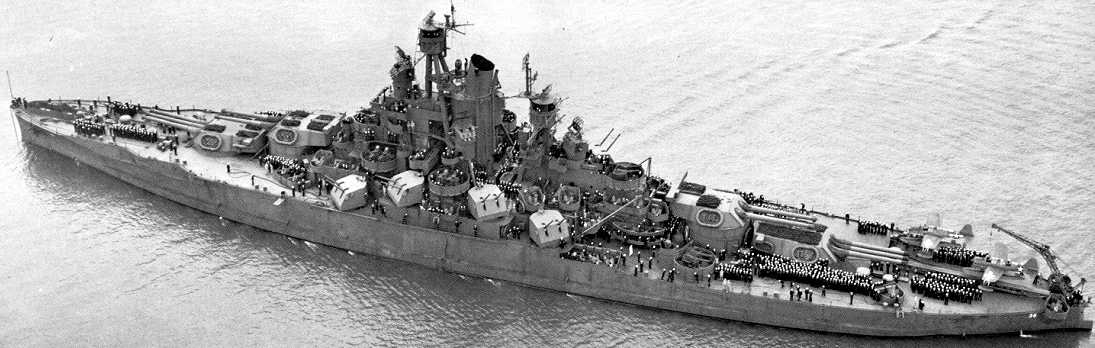
1943年時の「ネバダ」
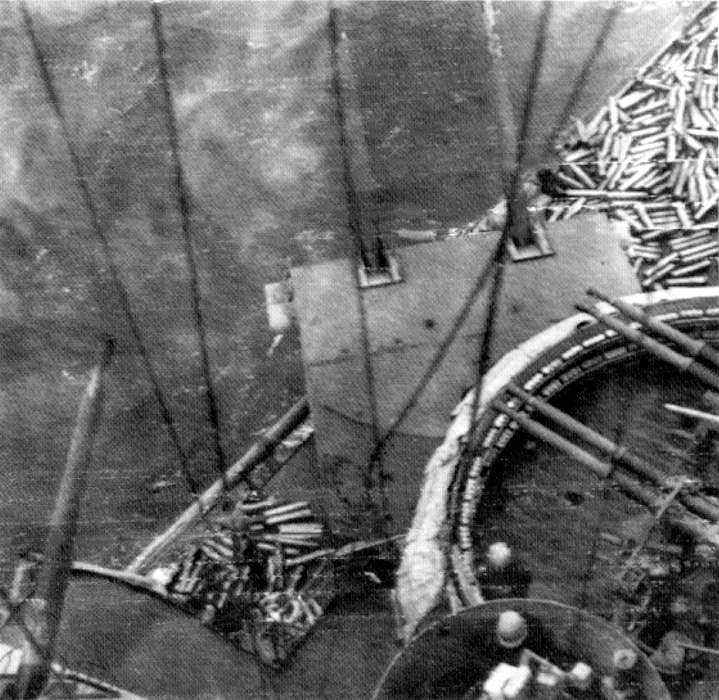
ノルマンディー攻略戦時において艦砲射撃を行う「ネバダ」。甲板に12.7cm砲弾の薬莢が散乱している。
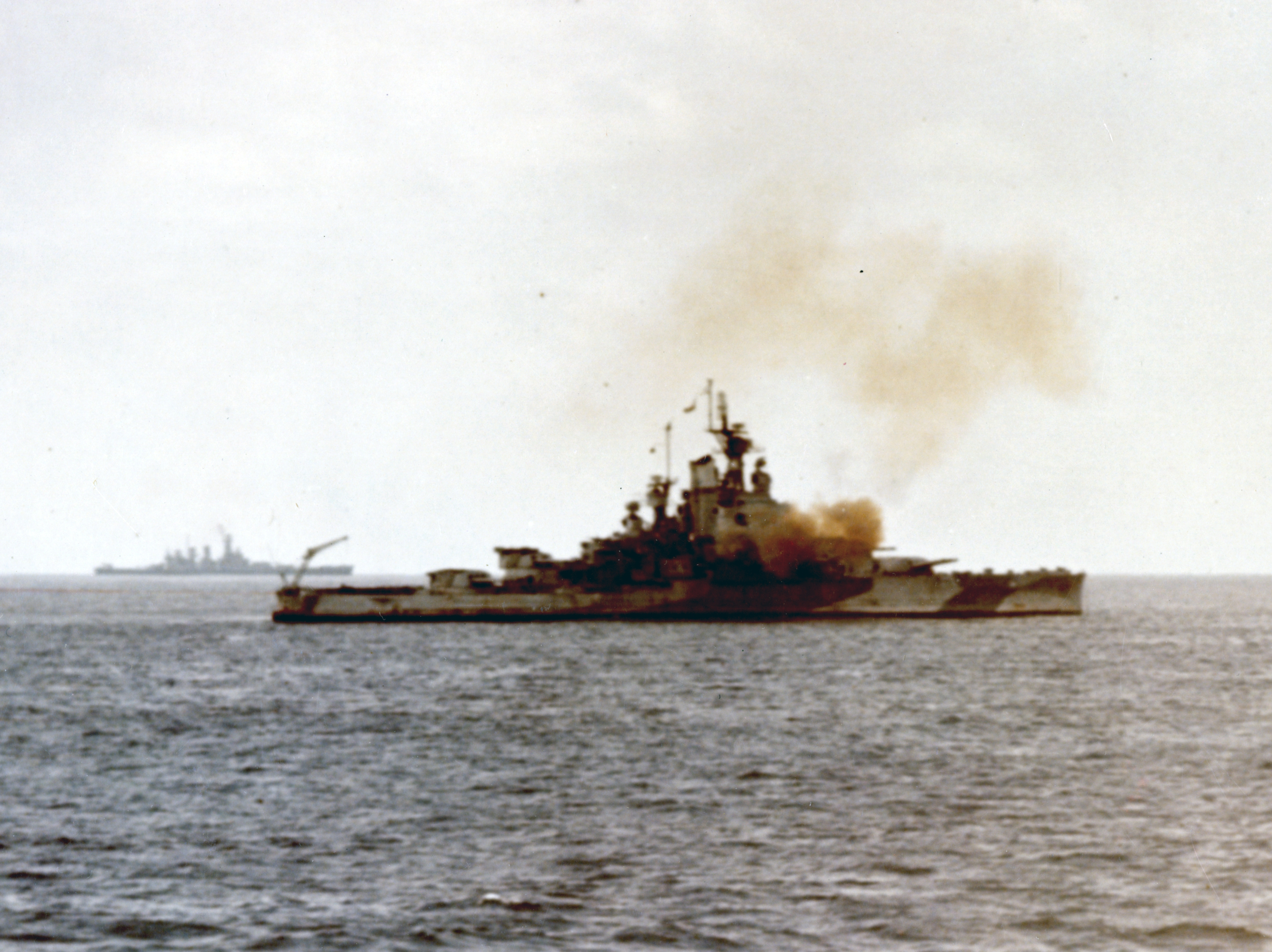
硫黄島攻略戦時において艦砲射撃を行う「ネバダ」

## 参考図書
- 「世界の艦船 増刊第22集　近代戦艦史」（海人社）
- 「世界の艦船 増刊第83集　近代戦艦史」（海人社）
- 「世界の艦船 増刊第28集　アメリカ戦艦史」（海人社）
- 「Conway All The World's Fightingships 1906–1921」（Conway）
- 「Conway All The World's Fightingships 1922-1946」（Conway）
- 「Jane's Fighting Ships Of World War I」（Jane）